# Lyricson
 (novembre 2012).
Si vous disposez d'ouvrages ou d'articles de référence ou si vous connaissez des sites web de qualité traitant du thème abordé ici, merci de compléter l'article en donnant les références utiles à sa vérifiabilité et en les liant à la section « Notes et références ».
Lyricson de son vrai nom Souleymane Boukara, né en Guinée le 26 mars 1979, est un chanteur reggae ragga dancehall guinéen.

## Biographie
Il fait ses premières classes musicales en Guinée et, à la fin des années 1990, quitte son pays pour émigrer au Liberia. Puis, avec son père, ils s’exilent à Boston, aux États-Unis.
En 2000, le jeune chanteur au style éclectique fait son entrée dans le paysage musical français avec le titre Seeking for a Better Future sur la compilation Quality Streetz, et une interprétation sur l’album Touche d’espoir d’Assassin.
C’est sous le nom de Bidji qu’il assure la scène sur la tournée Radio Bemba Sound System. Dès son retour de tournée, Lyricson peut se revendiquer être un artiste international et part arpenter seul les scènes françaises, parfois accompagné de Mafia & Fluxy.
En 2001, Bad Load, son premier hit reggae, parait sur la compilation Reggae Dream. En 2002, c’est la sortie de l’album et DVD live Radio Bemba Sound System de Manu Chao, réédités à plusieurs reprises et vendus à plusieurs millions d’exemplaires dans le monde. En 2003, il participe à l'album Raval ta joie du collectif barcelonais 08001. Il participe la même année au titre Monnaie de Dub Incorporation, qu'il accompagne pendant leurs concerts.
Également en 2003, on le retrouve à l'invitation du rappeur Iris sur un EP aux côtés d'Iris, Sept et Flynt, sur des instrumentaux de Para One. En 2004, après avoir multiplié les scènes et les collaborations, il réalise son premier album Born to Go High, enregistré partiellement en Jamaïque, avec entre autres un featuring avec MC Jean Gab’1. D’autre part, il apparait sur la compilation Dis l'heure 2 ragga de Passi, avec le titre This Is My Way.
En 2007, sort son second album Keep the Faith, un opus dont certains titres sont sortis en 45 tours. En 2008, il enregistre Toucher mes rêves, un titre tiré du premier album du rappeur Tunisiano du groupe Sniper.
En 2009, Rockin' Squat, membre fondateur d’Assassin, l’emmène sur la nouvelle tournée du groupe. Parallèlement, il enchaine les concerts en solo de l’Amérique du Sud à l’Afrique de l’Ouest, en passant par l’Europe. Puis, son troisième album Messaqes voit le jour.
En 2012, il enregistre le titre Warrior sur le dernier album d’Afu-Ra, rappeur américain issu de la Gang Starr Foundation. Également en 2012, il sort Love Therapy réalisé par Redeyes (Delaunay Xavier), un album de douze titres naviguant entre soul, reggae et RnB. Il adoucit ses flows sur-vitaminés du  précédent album Fearless. Pour ce faire, Lyricson s’est entouré de compositeurs et d’interprètes de divers horizons, ce qui explique l’aspect varié de cet album intégralement réalisé et mixé par Redeyes (Delaunay Xavier) au studio O-vnee Music. L'artiste jamaïcain Veron « Koxx » Dinnall  (Suprême NTM, Tonton David, Diam’s, Alpha Blondy…) a composé et enregistré des voix sur quelques titres. Quant aux combinaisons présentes sur l’album, elles se font rares et exclusivement féminines.
En 2016, il enregistre le titre Over sur l'album Sur le fil du rasoir de Kool Shen et en 2019, il sort Under Pressure feat avec Abraham Singer.
En 2017, Lyricson sort l'album « Revolution Time Again » produit par le label Digital Cut et Undisputed Records. Y participent Midnite, Luciano, Takana Zion, Ilements, Aaron Silk et Soul Bang's.

## Discographie
2024 : African Dream
01. Black Man Liberation
02. Strickly Love
03. Africa Rise Up
04. Peace and Meditation feat. Jah Mason
05. Betta Way
06. Lions Roar feat. Jah Bouks
07. Mystically
08. Jah Glory
09. What A World feat. Duane Stephenson
10. African Queen
11. No One Can feat. Sister Rudo
12. Oza Na Mapamboli
13. Farafina feat. Sekouba Kandia Kouyaté
14. One Step Away
15. Black Man Liberation - Dub Version (Huxley Special)